# Ryan Reef
Ryan Reef är ett rev i Sydgeorgien och Sydsandwichöarna (Storbritannien). Det ligger utanför Sydgeorgien. Det finns inga samhällen i närheten. 